# خالد الدحيدح
خالد الدحيدح لاعب نادي النصر
هو خالد بن عبد الله الدحيدح مهاجم سابق بنادي النصر والمنتخب السعودي، مواليد 1391هـ. انطلق من نادي البطين بضرما ثم انضم لنادي النصر.
حيث أقيمت عام 1411هـ دورة رمضانية في نادي النصر من فرق حواري من الرياض وضواحيها، وشارك مع فريق الريان واستطاع ان يقود فريقه للقب الدورة وحصد لقب الهداف، وحاول أحد مسؤولي نادي الهلال ضمه ولكن رغبة النصر ورغبته الشخصية حسمت الموضوع.
كان موسم 1413 هي انطلاقته الحقيقة مع النصر حيث زج به المدرب بعد اصابة ماجد عبد الله ونجح في الحصول على المركز الخامس ضمن لائحة الهدافين بسبعة اهداف، اعتمدالمدرب الفرنسي فرنانديز عليه بعدما وضعه كاساسي عام 1414هـ وشكل ثنائي مرعب مع الغاني أوهين كينيدي وعوضا غياب الاسطورة ماجد عبد الله
استمر الدحيدح باللعب مع النصر وساهم في حصد الكثير من البطولات المحلية والخارجية، وانضم للمنتخب الأول في المعسكر الاستعدادي الأخير لنهائيات كأس العالم لكرة القدم 94 ولكنه لسوء الحظ تعرض لاصابة. وكان مدرب المتخب ليوبنهاكر يراهن عليه كثيراً
من أشهر أهداف الدحيدح هي التي كانت في مرمى نادي الهلال عام 1418 في كأس الاتحاد السعودي حيث جاءالهدف في الثواني الاخيرة كهدف تعادل وامتدت المباراة لاشواط اضافية وفاز النصر بركلات الترجيح وتأهل للنهائي وفاز باللقب على حساب نادي الاتحاد.
كما سجل هدفاً جميلاً في مرمى النادي العربي القطري وذلك في كأس الخليج للأندية
في عام 1419 انتهى عقده الاحترافي مع نادي النصر وقامت الإدارة بعرضه على الانتقال بسبب تراجع مستواه الفني، وانتقل لنادي سدوس قبل أن يعتزل كرة القدم بسبب الإصابة

## إسهاماته مع النصر
- الحصول على الدوري السعودي 1414 و1415هـ
- الحصول على كأس الاتحاد السعودي 1418
- الحصول على كأس الكؤوس الآسيوية 1418
- الحصول على كأس السوبر الآسيوي 1419
- الحصول على كأس الخليج للأندية 1416 و1417

خالد الدحيدح لاعب نادي النصر
هو خالد بن عبد الله الدحيدح مهاجم سابق بنادي النصر والمنتخب السعودي، مواليد 1391هـ. انطلق من نادي البطين بضرما وشاءت الأقدار أن ينضم لعشقه نادي النصر عن طريق المصادفة.
حيث أقيمت عام 1411هـ دورة رمضانية في نادي النصر من فرق حواري من الرياض وضواحيها، وشارك مع فريق الريان واستطاع ان يقود فريقه للقب الدورة وحصد لقب الهداف، وحاول أحد مسؤولي نادي الهلال ضمه ولكن رغبة النصر ورغبته الشخصية حسمت الموضوع.
كان موسم 1413 هي انطلاقته الحقيقة مع النصر حيث زج به المدرب بعد اصابة ماجد عبد الله ونجح في الحصول على المركز الخامس ضمن لائحة الهدافين بسبعة اهداف، اعتمدالمدرب الفرنسي فرنانديز عليه بعدما وضعه كاساسي عام 1414هـ وشكل ثنائي مرعب مع الغاني أوهين كينيدي وعوضا غياب الاسطورة ماجد عبد الله
استمر الدحيدح باللعب مع النصر وساهم في حصد الكثير من البطولات المحلية والخارجية، وانضم للمنتخب الأول في المعسكر الاستعدادي الأخير لنهائيات كأس العالم لكرة القدم 94 ولكنه لسوء الحظ تعرض لاصابة. وكان مدرب المتخب ليوبنهاكر يراهن عليه كثيراً
من أشهر أهداف الدحيدح هي التي كانت في مرمى نادي الهلال عام 1418 في كأس الاتحاد السعودي حيث جاءالهدف في الثواني الاخيرة كهدف تعادل وامتدت المباراة لاشواط اضافية وفاز النصر بركلات الترجيح وتأهل للنهائي وفاز باللقب على حساب نادي الاتحاد.
كما سجل هدفاً جميلاً في مرمى النادي العربي القطري وذلك في كأس الخليج للأندية
في عام 1419 انتهى عقده الاحترافي مع نادي النصر وقامت الإدارة بعرضه على الانتقال بسبب تراجع مستواه الفني، وانتقل لنادي سدوس قبل أن يعتزل كرة القدم بسبب الإصابة
- الحصول على الدوري السعودي 1414 و1415هـ
- الحصول على كأس الاتحاد السعودي 1418
- الحصول على كأس الكؤوس الآسيوية 1418
- الحصول على كأس السوبر الآسيوي 1419
- الحصول على كأس الخليج للأندية 1416 و1417

خالد الدحيدح لاعب نادي النصر
هو خالد بن عبد الله الدحيدح مهاجم سابق بنادي النصر والمنتخب السعودي، مواليد 1391هـ. انطلق من نادي البطين بضرما وشاءت الأقدار أن ينضم لعشقه نادي النصر عن طريق المصادفة.
حيث أقيمت عام 1411هـ دورة رمضانية في نادي النصر من فرق حواري من الرياض وضواحيها، وشارك مع فريق الريان واستطاع ان يقود فريقه للقب الدورة وحصد لقب الهداف، وحاول أحد مسؤولي نادي الهلال ضمه ولكن رغبة النصر ورغبته الشخصية حسمت الموضوع.
كان موسم 1413 هي انطلاقته الحقيقة مع النصر حيث زج به المدرب بعد اصابة ماجد عبد الله ونجح في الحصول على المركز الخامس ضمن لائحة الهدافين بسبعة اهداف، اعتمدالمدرب الفرنسي فرنانديز عليه بعدما وضعه كاساسي عام 1414هـ وشكل ثنائي مرعب مع الغاني أوهين كينيدي وعوضا غياب الاسطورة ماجد عبد الله
استمر الدحيدح باللعب مع النصر وساهم في حصد الكثير من البطولات المحلية والخارجية، وانضم للمنتخب الأول في المعسكر الاستعدادي الأخير لنهائيات كأس العالم لكرة القدم 94 ولكنه لسوء الحظ تعرض لاصابة. وكان مدرب المتخب ليوبنهاكر يراهن عليه كثيراً
من أشهر أهداف الدحيدح هي التي كانت في مرمى نادي الهلال عام 1418 في كأس الاتحاد السعودي حيث جاءالهدف في الثواني الاخيرة كهدف تعادل وامتدت المباراة لاشواط اضافية وفاز النصر بركلات الترجيح وتأهل للنهائي وفاز باللقب على حساب نادي الاتحاد.
كما سجل هدفاً جميلاً في مرمى النادي العربي القطري وذلك في كأس الخليج للأندية
في عام 1419 انتهى عقده الاحترافي مع نادي النصر وقامت الإدارة بعرضه على الانتقال بسبب تراجع مستواه الفني، وانتقل لنادي سدوس قبل أن يعتزل كرة القدم بسبب الإصابة
- الحصول على الدوري السعودي 1414 و1415هـ
- الحصول على كأس الاتحاد السعودي 1418
- الحصول على كأس الكؤوس الآسيوية 1418
- الحصول على كأس السوبر الآسيوي 1419
- الحصول على كأس الخليج للأندية 1416 و1417